# Booth Tarkington

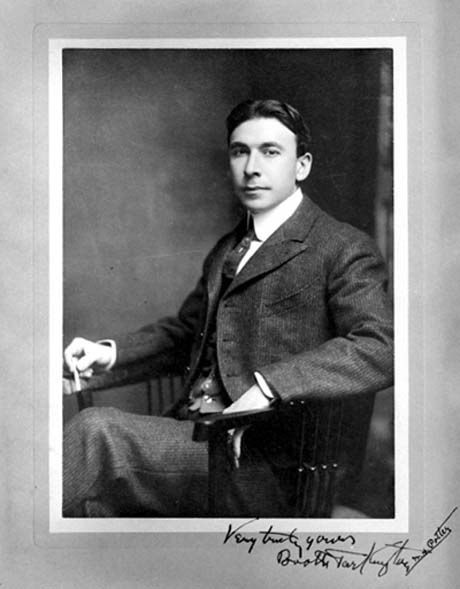
Booth Tarkington (um 1910)

Newton Booth Tarkington (* 29. Juli 1869 in Indianapolis, Indiana; † 19. Mai 1946 ebenda) war ein US-amerikanischer Schriftsteller.

## Leben

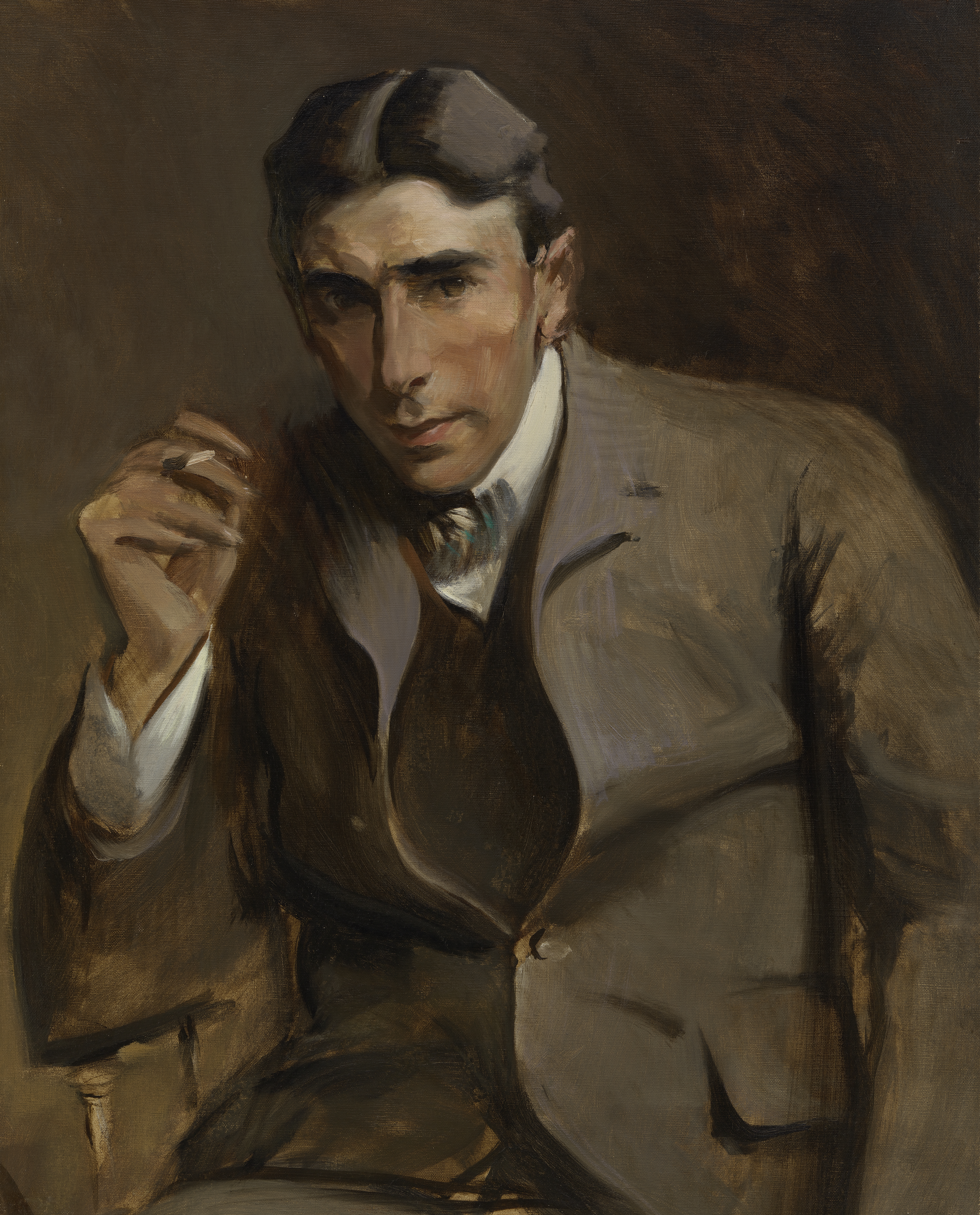
Newton Booth Tarkington porträtiert von John White Alexander, um 1900. National Portrait Gallery, Washington D. C.

Booth Tarkington war der Sohn des Rechtsanwalts John S. Tarkington und dessen Ehefrau Elizabeth Booth Tarkington. Seinen Vornamen „Booth“ erhielt er nach seinem Onkel mütterlicherseits, Newton Booth, dem 11. Gouverneur von Kalifornien und US-Senator. Tarkington besuchte die Shortridge High School in seiner Heimatstadt und wechselte später an die Philipps Exeter Academy in Exeter (New Hampshire). Im Anschluss daran begann er ein Studium an der Purdue University und wechselte zwei Jahre später an die Princeton University. Trotz Gründerkrachs (Große Depression) konnte sich die Familie dies leisten. 1902 heiratete er Laurel Fletcher und hatte mit ihr eine Tochter, Laurel (1906–1923). 1911 ließ sich das Ehepaar scheiden. Im darauffolgenden Jahr heiratete Tarkington in zweiter Ehe Susannah K. Robinson.
Booth Tarkington begann ab den 1920er-Jahren sein Augenlicht zu verlieren und war nach einigen Jahren vollständig erblindet. Seine weiteren Werke diktierte er einer Sekretärin. 1923 ließ er sich in seiner Heimatstadt nieder und blieb dort bis an sein Lebensende. Regelmäßige Ausflüge führten ihn immer wieder nach Kennebunkport (Maine) zu seinem Ferienhaus. Booth Tarkington starb am 19. Mai 1946 in Indianapolis und fand dort auf dem Crown Hill Cemetery seine letzte Ruhestätte.

## Schaffen

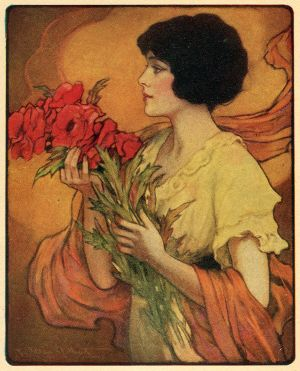
Einbandvorderseite der Erstausgabe von Gentle Julia (1922)

Seinem Romandebüt The Gentleman from Indiana (1899) folgten zahlreiche weitere Werke wie Monsieur Beaucaire (1900), The Two Vanrevels (1902) oder The Turmoil (1915), die seinen Bekanntheitsgrad allmählich steigerten.
Enorme Popularität bei amerikanischen Lesern erwarb sich Tarkington durch die drei Bücher Penrod (1914),  Penrod and Sam (1916) und Penrod Jashber (1929). Diese schildern das Aufwachsen des etwa elfjährigen Jungen Penrod im Mittleren Westen in der Zeit vor dem Zweiten Weltkrieg. Penrod zog Vergleiche mit Mark Twains Helden Tom Sawyer und Huckleberry Finn auf sich, und für mehrere Jahrzehnte war in den Vereinigten Staaten die Popularität von Penrod mit diesen vergleichbar. Weiterer Beliebtheit erfreute sich auch Tarkingtons Roman Seventeen (1917) über die Liebeswirren eines Siebzehnjährigen.
Den Höhepunkt seiner Karriere erreichte er, als er für die Romane The Magnificent Ambersons (1918) and Alice Adams (1921) mit dem Pulitzer-Preis für Romane ausgezeichnet wurde. Er ist einer von nur vier Autoren, die den Pulitzer-Preis in dieser Kategorie mehr als einmal gewonnen haben, zusammen mit William Faulkner, John Updike und Colson Whitehead. 
Während The Magnificent Ambersons den schleichenden Untergang einer traditionsbewussten und arroganten Familie im beginnenden Autozeitalter schildert, erzählt Alice Adams von den fehlschlagenden Aufstiegsversuchen einer jungen Frau aus einfachen Verhältnissen. Diese beiden Romane gelten zugleich retrospektiv als die künstlerisch ambitioniertesten Werken von Tarkington. Er blieb zwar bis zu seinem Tod ein vielgelesener und respektierter Schriftsteller, wurde aber künstlerisch danach von einer jüngeren Generation von Autoren überflügelt, die sich der literarischen Moderne verschrieben hatte.
Darüber hinaus erschienen Beiträge und Kurzgeschichten von ihm in der Zeitschrift Harper’s Magazine und der Wochenzeitschrift The Saturday Evening Post. Tarkington verfasste das Vorwort zu dem Buch New Lands (1923) des Parawissenschaftlers Charles Fort und war 1931 ein Gründungsmitglied der Fortean Society. 1945 wurde er von der American Academy of Arts and Letters für sein Gesamtwerk mit der William Dean Howells Medaille ausgezeichnet.

## Nachleben

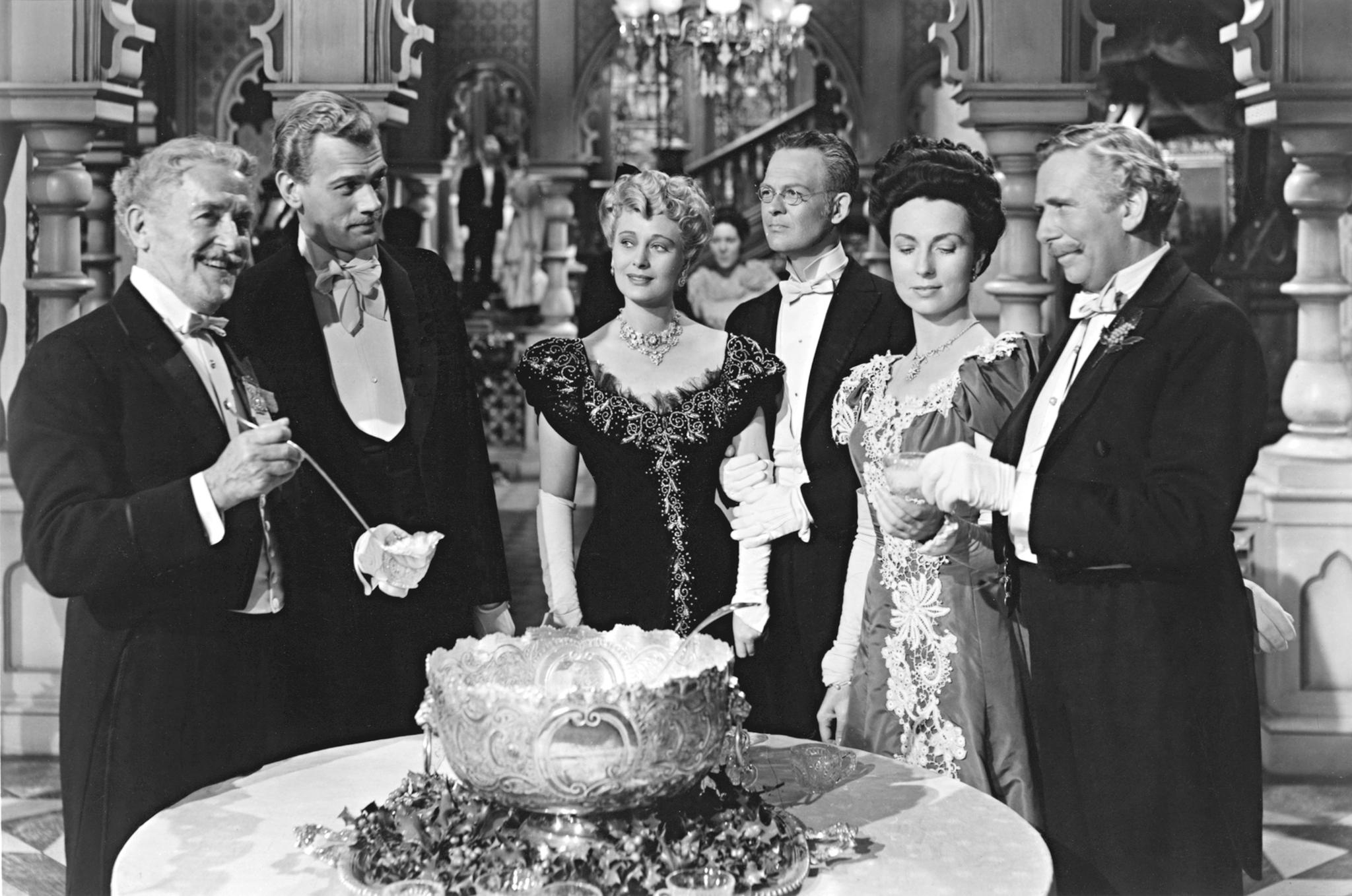
Szene aus dem Film „The Magnificent Ambersons“ von Orson Welles (1942). Richard Bennett, Joseph Cotten, Dolores Costello, Don Dillaway, Agnes Moorehead und Ray Collins

Booth Tarkington galt zu Lebzeiten als einer der renommiertesten amerikanischen Romanciers, sowohl was den Erfolg bei Publikum als auch für lange Zeit bei Kritikern anging. Gemessen an diesem Status ist er mittlerweile in relative Vergessenheit geraten. Viele Schriftsteller der nachfolgenden Generation grenzten sich scharf von Tarkington ab, dessen Prosa sie zu harmlos und thematisch beschränkt fanden; eine Ausnahme hiervon war John O’Hara. Dennoch führte Modern Library The Magnificent Ambersons 1998 noch in ihrer Liste der besten englischsprachigen Romane des Jahrhunderts auf, wenngleich auch nur auf Platz 100.
In einem Essay von 2019 beschrieb Robert Gottlieb, Tarkingtons Reputation sei im Laufe des 20. Jahrhunderts vom „Kandidaten für den Titel des Great American Novelist zu Amerikas angesehenstem Gebrauchsautor“ verkommen. Als Grund vermutete Gottlieb, Tarkingtons Antimodernismus und sein „tief verwurzeltes, unstillbares Bedürfnis, sehnsüchtig zurückzublicken, ein Drang, der über Nostalgie hinausgeht“, habe dazu geführt, dass er aus Sicht späterer Generationen wenig Substanzielles geschrieben habe. Beispielsweise kritisiert Tarkington in seinen Werken das Auto, jedoch vor allem aus einer eher ästhetischen und ökologischen Perspektive.

## Ehrungen
- 1908 Wahl zum Mitglied der American Academy of Arts and Letters[6]
- 1919 Pulitzer-Preis für den Roman The Magnificent Ambersons (1918)
- 1922 Pulitzer-Preis für den Roman Alice Adams (1921)[7]
- 1922 Wahl zum ersten Präsidenten des PEN America[8]
- 1931 O. Henry Memorial Award für seine Kurzgeschichte Cider of Normandy
- Ehrendoktorwürde der Purdue University und Columbia University

## Werke (Auswahl)
Briefe
- On plays, playwrights, and playgoers. Selections from the letters of Booth Tarkington to George C. Tyler and John Peter Toohey, 1918–1925. University Press, Princeton NJ 1959.
- Your amiable uncle. Letters to his nephews. Bobbs-Merrill, Indianapolis 1949.

Erzählungen
- The two Vanrevels. McClure, New York 1902.
- In the Arena. Stories of the political life (American Short Stories Series, Band 27). Garden City, New York 1905.
- Seventeen. In: James L. Mafetti u. a. (Hrsg.): Perspective on sexuality. A literary collection. Holt, Rhinehart & Winston, New York 1971, ISBN 0-03-082826-0.
- Captain Schlotterwerz. In: Roy J. Holmes (Hrsg.): War stories. Thomas Y. Crowell Publ., New York 1919, S. 276–298.
- Now, Ripley, please! in: The Saturday Evening Post (Hrsg.): Post Stories of 1939. Little, Brown, Boston, Mass. 1938.
- Looking Forward and Others. Doubleday, Garden City 1926.[9]
- Horse and Buggy Days. In: Cosmopolitan Magazine, September 1936.
- U.S. In: Marriage. Short stories of married life. Tauchnitz, Leipzig 1924 (in englischer Sprache)

Lyrik
- Poe’s Run and other poems. New York 1904 (zusammen mit McCready Sykes).

Romane
- The gentleman from Indiana. AMS Press, New York 1970 (EA New York 1899).
- Monsieur Beaucaire. Grosset & Dunlop, New York 1900.
  - deutsche Übersetzung: Monsieur Beaucaire (Weltgeist-Bücher, Band 380). Weltgeist-Bücher-Verlagsgesellschaft, Berlin 1929.
- Old grey eagle. 1901.
- Cherry. Harper, New York 1901.
- The beautiful lady. McClure, New York 1905.
- The Conquest of Canaan. Gregg Press, Upper Saddle River 1970 (Nachdr. d. Ausg. New York 1905)
- The guest of Quesnay. McClure, New York 1907.
- His own people. Doubleday Page, New York 1907.
- Beasley’s Christmas Party. Harper, New York 1909.
- Penrod. His complete story. Doubleday, Garden City 1949.[10]
- The spring concert. The Ridgeway Press, New York 1916.
- The rich man’s war. National Security League, New York 1917.
- Growth – Trilogy. Harper, New York 1915ff

1. The turmoil. A novel. 1915.
2. The magnificent Ambersons. 1918.

- deutsche Übersetzung: Die stolzen Ambersons. Roman. Morgarten-Verlag, Zürich 1945 (Übersetzt von N. O. Scarpi).

1. National Avenue. 1927 (früherer Titel: The midlander, 1924).

- Harlequin and Columbine Doubleday Page, New York 1921.
- Alice Adams. Grosset & Dunlop, New York 1921.
- Gentle Julia. Doubleday Page, New York 1922.
- The Plutocrat. 1927.
  - deutsche Übersetzung: Der Mann mit den Dollars. Verlag Tal, Wien 1929.
- Women. Books for Libraires, Freeport N.Y. 1971 (Nachdr. d. Ausg. Garden City 1925)
- Claire Ambler. Tauchnitz, Leipzig 1928 (in englischer Sprache)
- The world does move. Tauchnitz, Leipzig 1928 (in englischer Sprache)
- Mirthful Haven. Heine, London 1930.
- Mary’s Neck. Doubleday Doran, New York 1932.
- Presenting Lily Mars. Doubleday, Garden City 1933.
- Rumbin Galleries. Romantic Novel. Doubleday Doran, Garden City 1937.
- Little Orvie. Doubleday Doran, Garden City 1934.
  - deutsche Übersetzung: Der kleine Orvie. Ibis-Verlag, Wien 1948.
- The heritage of Hatcher Ide. Doubleday Doran, Garden City 1941.
- Kate Fennigate. Doubleday Doran, Garden City 1943.
- Image of Josephine. Doubleday Doran, Garden City 1945.
- The Show Piece. A novel. Doubleday Doran, Garden City 1947.

Theaterstücke
- The man from Home. Harper, New York 1908 (zusammen mit Harry Leon Wilson)
- Colonel Satan, or A Night in the Life of Aaron Burr.[11]
- The humble servant. A play. Rosenfeld, New York 1910 (zusammen mit Harry Leon Wilson).
- The Beauty and the Jacobin. An Interlude of the French Revolution. Harper, New York 1912.
- The Flirt. Grosset & Dunlop, New York 1913.
- The Gibson Upright. A play. Doubleday Page, New York 1919 (zusammen mit Harry Leon Wilson)
- Ramsey Mulholland. Doubleday Page, New York 1919.
- The Country cousins. A comedy in four acts. French Publ., New York 1921.
- How is your health? A comedy in 3 acts French Publ., New York 1921 (zusammen mit Harry Leon Wilson)
- The intimate strangers. A comedy in three acts. French Publ., New York 1921.
- Clarence. A comedy in four acts. French Publ., New York 1921.
- The Ghost Story. A one-act play for persons of no great age. Stewart Kidd Press, Cincinnati 1922.
- The Wren. A comedy in three acts. French Publ., New York 1922.
- Magnolia. A play in three acts. uraufgeführt am 27. August 1923 am Liberty Theatre in New York, produziert von Alfred E. Aarons.[12][13]

Sachbücher
- Some old portraits. A book about art and human beings. Books for Libraries, Freeport N.Y. 1969 (Nachdr. d. Ausg. Garden City 1939).

Werkausgaben
- John Beecroft (Hrsg.): The gentleman of Indiana. A treasury of Booth Tarkington. Doubleday, Garden City NY 1957.
- Works. Doubleday Page, Garden City NY 1922/32 (27 Bde.).

## Verfilmungen
Zahlreiche seiner Werke wurden verfilmt, vor allem zwischen den 1910er- und 1950er-Jahren (genauere Übersicht siehe unten). 1930 kam Monsieur Beaucaire unter dem Titel Monte Carlo von Ernst Lubitsch in die Kinos. 1935 folgten Alice Adams von Regisseur George Stevens mit Katharine Hepburn in der Titelrolle, für die sie 1936 eine Oscar-Nominierung als beste Hauptdarstellerin erhielt, sowie Mississippi mit Bing Crosby und W. C. Fields nach seinem Bühnenstück Magnolia. 1942 entstand der Filmklassiker The Magnifent Ambersons unter der Regie von Orson Welles mit Joseph Cotten und Dolores Costello in den Hauptrollen.
- 1915: The gentleman from Indiana – Regie: Frank Lloyd
- 1921: The conquest of Canaan – Regie: Roy William Neill
- 1922: Die Luftschlösser der Dollarprinzessin – Regie: George Fitzmaurice
- 1922: Der Klub der Unterirdischen (Penrod) – Regie: Marshall Neilan
- 1924: The turmoil – Regie: Hobart Henley
- 1924: Monsieur Beaucaire, der königliche Barbier – Regie: Sidney Olcott
- 1925: Pampered Youth – Regie: David Smith
- 1930: Monte Carlo – Regie: Ernst Lubitsch (nach dem Roman „Monsieur Beaucaire“)
  - Remake 1946: Mit Pinsel und Degen (Monsieur Beaucaire) – Regie: George Marshall
  - Remake 1955: Monsieur Beaucaire – Regie: Alan Cooke
- 1935: Mississippi – Regie: A. Edward Sutherland
- 1940: Little Orvie – Regie: Fay McCarey
- 1942: Der Glanz des Hauses Amberson (The magnificent Ambersons) – Regie: Orson Welles
  - Remake 2002: The magnificent Ambersons – Regie: Alfonso Arau
- 1951: Romanze mit Hindernissen (On Moonlight Bay) – Regie: Roy del Ruth (nach dem Roman „Alice Adams“)
- 1953: Heiratet Marjorie? (By the Light of the Silvery Moon) – Regie: David Butler